# ミトコンドリア外膜
ミトコンドリア外膜(outer mitochondrial membrane)は、60から75オングストロームの厚さでミトコンドリア全体を囲んでいる膜である。タンパク質とリン脂質の重量比は約1:1と真核生物の細胞膜に近い。分子量5000以下の全ての分子を通過させる約2から3nmの比較的大きな内部チャネルを持つポリンと呼ばれる多くの内在性膜タンパク質を含む。これより大きな分子は、ミトコンドリア膜輸送タンパク質による能動輸送かミトコンドリアタンパク質前駆体の場合は特殊なトランスロカーゼ複合体による必要がある。
外膜には、脂肪酸の伸張、アドレナリンの酸化、トリプトファンの分解等の様々な反応に関与する酵素が含まれている。また外膜の外側には、直径60オングストローム程度のParsonと呼ばれる小さな粒子が存在する。

## 外膜の酵素
ミトコンドリア外膜に存在する酵素には、モノアミン酸化酵素、ロテノン誘導NADHシトクロームcレダクターゼ、キヌレニンヒドロキシラーゼ、脂肪酸CoAリガーゼ等である。